# Alfa Romeo GTV
 Ikke at forveksle med Alfa Romeo GT.
Alfa Romeo GTV var en sportscoupé fra Alfa Romeo. Den første generation kom på markedet i starten af 1974 på basis af Alfa Romeo Alfetta, mens den anden generation kom på markedet i foråret 1994 sammen med den nye Alfa Romeo Spider efter en længere pause og bygget frem til slutningen af 2005.

## Alfetta GT/GTV (1974−1986)
Den første generation af bilen var baseret på platformen fra Alfetta-sedanen og kom på markedet i starten af 1974. Modellens enestående karrosseri var designet af Bertone.
Fra starten af 1974 til efteråret 1980 blev bilen bygget i versionerne Alfetta GT (1974−1975), Alfetta GT 1,6 (1976−1980), Alfetta GT 1,8 (1975−1976) og den stærkeste version Alfetta GTV 2000 (1976−1980). De firecylindrede motorers effekt lå alt efter version på mellem 76 kW (103 hk) og 96 kW (131 hk). I meget lavt styktal solgtes også en 2,0-liters turboversion med 110 kW (150 hk). Fra 1975 til 1978 byggedes også højrestyrede modeller til lande med venstrekørsel.
I efteråret 1980 gennemgik GTV et grundlæggende facelift (kofangere, spoilere og sidebeklædninger af kunststof, nyt instrumentbræt etc.). Modellen fandtes nu i to versioner, GTV 6 med 2,5-liters V6-motor og en effekt på 116 kW (158 hk) (1980−1986) og fortsat GTV 2000 (1980−1985). Præfikset "Alfetta" forsvandt fra modelbetegnelsen.
GTV havde De-Dion-bagaksel. Motoren var placeret foran, mens koblingen og gearkassen sammen med differentialet var placeret på bagakslen i et samlet hus (transaksel). Dermed havde bilen en relativt ensartet vægtfordeling. De forskellige GTV-modeller var de sidste sportscoupéer med baghjulstræk i serieproduktion fra Alfa Romeo.
- Bagfra
- Alfa Romeo Alfetta GTV (USA-version)
- Alfa Romeo GTV (1980–1986)

## GTV (1994−2005)
I marts 1994 blev anden generation af GTV (type 916) præsenteret på Geneve Motor Show.
Den tværliggende motor i den bortset fra bagenden med Spider identiske GTV fandtes i seks versioner med slagvolume fra 1800 til 3200 cm³. Den stærkeste 3,2-liters V6-motor med 24 ventiler og 176 kW (240 hk) gav GTV en accelerationstid fra 0 til 100 km/t på 6,3 sekunder.
1,8- og 2,0-litersmotorerne var firecylindrede med stålblokke. Kun topstykket var af aluminium og kom fra Alfa Romeo sammen med Twin Spark-teknikken med to tændrør pr. cylinder. 2,0 T. Spark-motoren med 16 ventiler ydede de første år 110 kW (150 hk), men i 1998 kunne motorens effekt efter en ændring af udstødningsnormen fra Euro2 til D3 øges til 114 kW (155 hk).
Samtidig med dette facelift blev motorprogrammet udvidet nedad med en 1,8-liters T. Spark-motor med 106 kW (144 hk) fra 145/146 og 155. På grund af manglende efterspørgsel udgik motoren dog igen i 2000, samtidig med at 2,0 T. Spark igen fik reduceret sin effekt til 110 kW (150 hk) på grund af Euro3.
Derudover fandtes modellen med en V6-motor kaldet "Busso Arese-V6" (opkaldt efter produktionsstedet). V6-motoren fandtes i en udgave på 2,0 liter med 12 ventiler, turbolader og 147 kW (200 hk), en udgave på 3,0 liter med 24 ventiler og 160–162 kW (218−220 hk) og en udgave på 3,2 liter med 176 kW (240 hk).
I løbet af sin byggetid gennemgik modellen flere modifikationer. Så i 1998 fik instrumentbrættet alulook, og i 2000 blev produktionen flyttet fra Alfa Romeo i Arese til Pininfarina i Torino.
Modellerne fra foråret 2003 og frem kunne kendes på den nye front, som var tilpasset Alfa Romeos aktuelle designlinje og med kromgrill.
I slutningen af 2005 udgik modellen af produktion og blev afløst af Alfa Romeo Brera.

### Motorer
| Model      | Cylindre | Slagvolume | Effekt          | Byggetid            |
| ---------- | -------- | ---------- | --------------- | ------------------- |
| 1.8 TS     | 4        | 1747 cm³   | 106 kW (144 hk) | 1998–2000           |
| 2.0 TS 16V | 4        | 1970 cm³   | 110 kW (150 hk) | 1994–1998 2000–2004 |
| 2.0 TS 16V | 4        | 1970 cm³   | 114 kW (155 hk) | 1998–2000           |
| 2.0 JTS    | 4        | 1970 cm³   | 121 kW (165 hk) | 2003–2005           |
| 2.0 V6 TB  | 6        | 1996 cm³   | 148 kW (202 hk) | 1995–2001           |
| 3.0 V6 24V | 6        | 2959 cm³   | 160 kW (218 hk) | 2001–2002           |
| 3.0 V6 24V | 6        | 2959 cm³   | 162 kW (220 hk) | 1997–2000           |
| 3.2 V6 24V | 6        | 3179 cm³   | 176 kW (240 hk) | 2003–2005           |